# Hermetia virgata
Hermetia virgata är en tvåvingeart som beskrevs av Lindner 1949. Hermetia virgata ingår i släktet Hermetia och familjen vapenflugor. Inga underarter finns listade i Catalogue of Life.